# Park-šuma Župetnica
Park-šuma Župetnica nalazi se u zapadnom dijelu grada Križevaca i zaštićena je od 1983. godina na površini od 62,33 hektara. Jedina je zaštićena park-šuma u Koprivničko-križevačkoj županiji.
Predstavlja „pluća“ grada Križevaca, a namijenjena je za odmor i rekreaciju što upotpunjuje i postojeća stara trim staza unutar same šume, koja je zapuštena. To je miješani šumski kompleks u kojem se nalaze vrijedne prirodne sastojine hrasta kitnjaka, običnog graba i crne johe uz pridolazak manjeg broja drugih vrsta te sađene kulture četinjača - američkog borovca, ariša, duglazije, smreke, koje se suše. Projektom uređenja i gospodarenja iz 1986. godine predviđeni su brojni rekreativni i hortikulturni sadržaji, koji nikad nisu realizirani, uz povremene pokušaje. 
Park-šuma Župetnica u nadležnosti je gospodarenja "Hrvatskih šuma" te je propis načina gospodarenja određen osnovom gospodarenja za gospodarsku jedinicu Križevačke prigorske šume. Cilj gospodarenja u Park-šumi Župetnica određen je strogim uvjetima zaštite prirode te se provode samo sanitarne sječe brojnih suhih i bolesnih stabala četinjača, koja ovdje ne dolaze na svom prirodnom području pridolaska, nego su umjetno sađena. Nisu predviđene prorede stabala, što djeluje nepovoljno na šumsku sastojinu, zbog pretjeranog gomilanja šumske mase.
Unutar park-šume bila je zgrada lovačkog doma arhitekta Stjepana Planića, u kojoj su se desetljećima održavale brojne svečanosti i bila je jedno od omiljenih okupljališta građana Križevaca. Zbog imovinsko-pravnih problema bila je napuštena i oronula, a nakon prodaje novom vlasniku srušena je 2021. godine.
Na ulazu u park-šumu Župetnica nalazi se stari spomenik posvećen ubijenima u Drugom svjetskom ratu, jer se u park-šumi nalazi jama s ostacima 13 ljudi. To su bili ljudi koji su u lipnju 1945. pozvani da se radi ispitavanja jave u zatvor kod crkve sv. Ane. Povjerovali su u pravdu i odazvali se, no jedne su noći odvedeni i ubijeni u šumi. Među njima su bili i narodni zastupnik HSS-a u Skupštini u Beogradu Stjepan Kukelj i gimnazijski profesor Pavo Sentić. U crkvi hrvatskih mučenika na Udbini nalazi se spomen-kamen broj 62 na kojem piše „Križevci šuma Župetnica 1945.” 
Uz park-šumu nalazi se šumski rasadnik "Hrvatskih šuma" s nizom hortikulturnih sadnica listača i četinjača, te ukrasnog grmlja.